# Dapeng
| Dapeng – 大鹏新区                    | Dapeng – 大鹏新区           |
| Lage von Dapeng in Shenzhen          | Lage von Dapeng in Shenzhen |
| ------------------------------------ | --------------------------- |
| Lage von Dapeng (hellbraun im Osten) |                             |
| Basisdaten                           |                             |
| Einwohnerzahlen                      |                             |
| Volkszählung:                        | 156.236 (Stand: 2020)       |
| Fläche:                              | 295,1 km²                   |
| Telefonvorwahl:                      | 0755                        |
| PLZ:                                 |                             |

Dapeng (chinesisch 大鹏新区, Pinyin Dàpéng Xīnqū) ist ein „Neuer Stadtbezirk“ der südchinesischen Stadt Shenzhen in der Provinz Guangdong. Er wurde am 27. Oktober 2011 gegründet. Es handelt sich um einen sogenannten „funktionalen“ Stadtbezirk, um eine Verwaltungsgliederung zweiten Grades, also eine „Stadtmittelbehörde“. Das bedeutet, dass Dapeng im Gegensatz zu den „alten“ Stadtbezirken Shenzhens keinen Volkskongress, keine Konsultativkonferenz und vor allem keine vom Volkskongress gewählte Volksregierung (人民政府) hat. Stattdessen wird seine Verwaltung direkt von der Stadt Shenzhen bestimmt und eingesetzt. Die für Shenzhener Verhältnisse geringe Einwohnerzahl besteht hauptsächlich aus Angehörigen der Hakka, einer Untergruppe der Han.

## Administrative Gliederung
Auf Gemeindeebene setzt sich Dapeng aus drei Straßenvierteln zusammen. Diese sind:
- Straßenviertel Dapeng (大鹏街道);
- Straßenviertel Kuiyong (葵涌街道);
- Straßenviertel Nan’ao (南澳街道).